# Muttler
Der Muttler (auch rätoromanisch Muot, 3296 m ü. M.) ist der höchste Berg der Samnaungruppe und liegt auf dem Gebiet der Gemeinden Samnaun und Valsot im Kanton Graubünden in der Schweiz.

## Lage und Umgebung
Der Muttler liegt im südlichen Teil der Samnaungruppe zwischen dem Samnauntal im Norden und dem Engadin im Süden. Nach Süden entsendet der Berg einen Grat zum 3018 m hohen Piz Nair und weiter zum 2828 m hohen Piz Arina. Nachbarberg im Westen ist, getrennt durch die 2918 m hohe Fuorcla Maisas und eine namenlose Scharte bei 2847 m, die 3254 m hohe Stammerspitze. Nach Osten verläuft ein Grat zum Piz Salet (2970 m) und Piz Malmurainza (3038 m). Nach Norden hin führt der Kamm über das 2744 m hohe Rossbodenjoch zum 2731 m hohen Piz Motnair.
Der Muttler ist trotz seiner stattlichen Höhe von knapp 3300 Metern fast komplett gletscherfrei. Einzig auf seiner Westflanke knapp unterhalb des Maisasjochs befindet sich ein kleines Schneefeld, unter dem noch Gletscherreste versteckt sind.
Nord- und westseitig ist der gesamte Berg von Schutthalden aus Schieferplatten geprägt. Einzig seine mächtige Nordostseite, die vom Gipfel sehr steil mehrere hundert Meter in die angrenzende Val Sampuoir abfällt, zeugt von seiner Höhe. Der Muttler ist zur Gänze aus Gesteinen des Bündnerschiefers aufgebaut.
Die Aussicht auf dem Gipfel des Muttler reicht von der Zugspitzregion über die Ötztaler Alpen (Wildspitze, Weißseespitze, Weißkugel), Ortlergruppe, Berninagruppe, Silvrettagebiet bis ins Säntisgebiet.

## Wege zum Gipfel

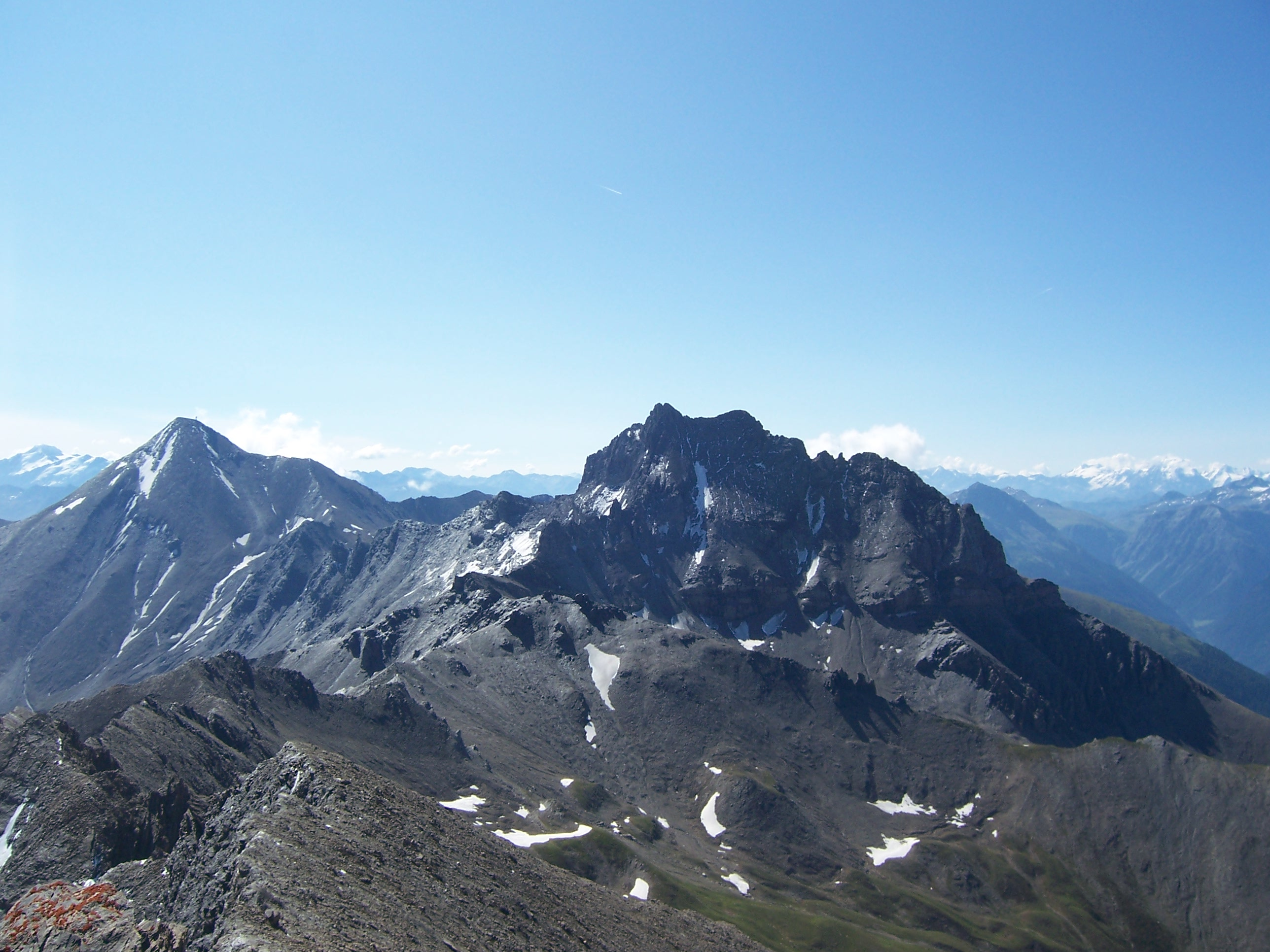
Muttler 3296 m.ü.M (links) mit Stammerspitze (Piz Tschütta) 3254 m.ü.M (rechts)

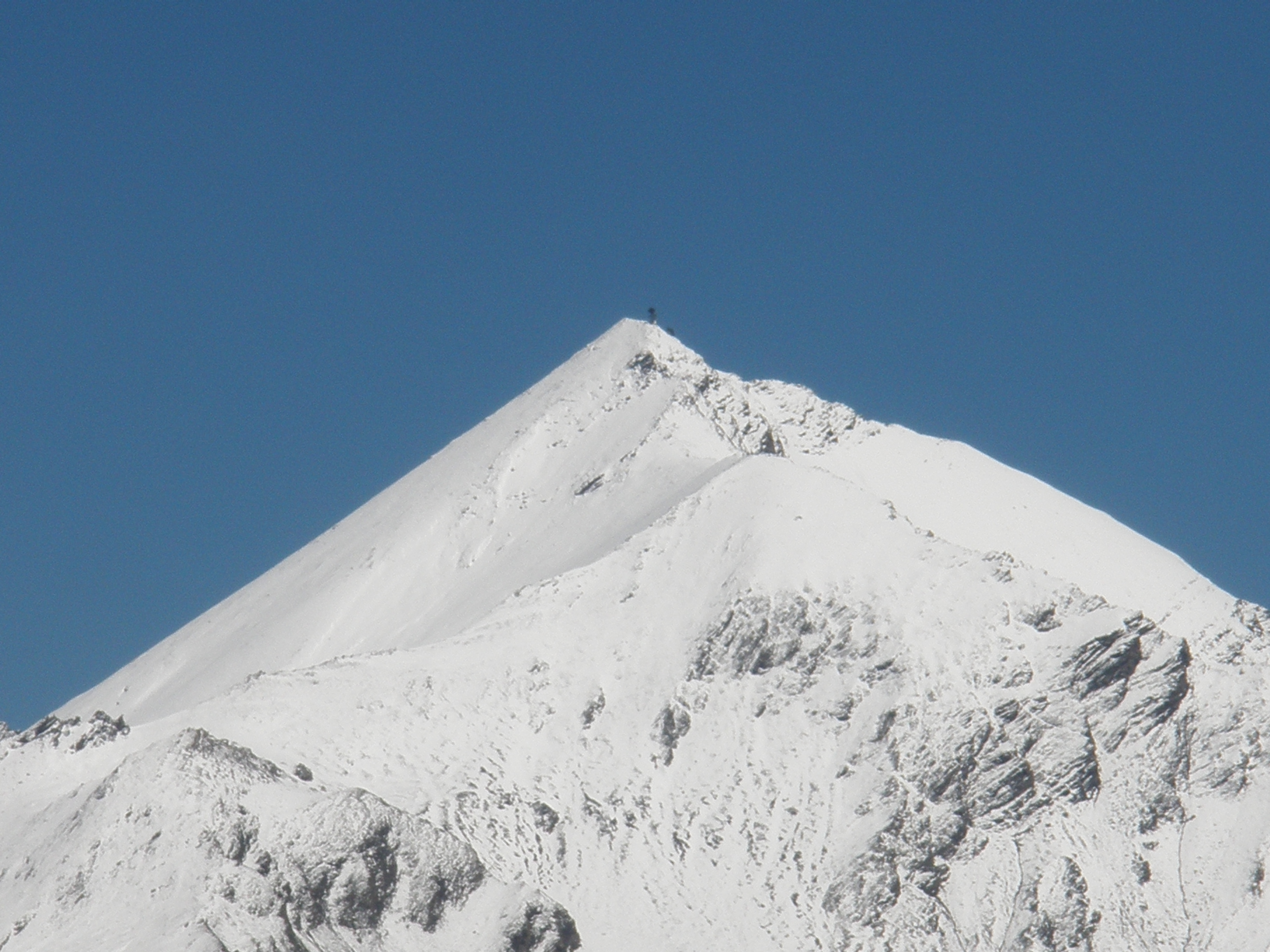
Der Muttler von Westen

Die Besteigung des Muttler ist relativ einfach und auch im Winter als Skitour möglich.
Der kürzeste und meistbegangene Anstieg ist ein Steig von Samnaun (1844 m) durch das Val Maisas bis zum Rossboden (2330 m), von dort ostwärts vorbei am Roten Seeli (2575 m) und hinauf zum Rossbodenjoch (2756 m). Ab hier auf dem sehr steilen Nordgrat zum Gipfel. Alternativ kann der Nordgrat aus dem Val Sampuoir (Postauto-Haltestelle Acla da Fans) erreicht werden.
Ein weiterer Steig, nicht markiert, aber deutlich erkennbar und an einer Stelle versichert führt vom Maisasjoch (Fuorcla da Maisas, 2907 m, Übergang von Samnaun ins Val Sinestra) über einen Westgrat auf Punkt 3145 m und von dort auf dem Südgrat auf den Gipfel. Auch ein wegloser Anstieg aus dem Val Maisas durch die Nordwestflanke des Berges ist möglich.
Die Südflanke, ein steiles Schiefer-Schuttfeld, bietet sich für einen weglosen Abstieg ins Val Nai an; von dort auf Wanderwegen nach Tschlin oder Vnà.
Schwieriger (II nach UIAA) sind die Wege über den Ostgrat und den Südgrat.

## Geschichte
Der Name des Berges stammt aus dem Rätoromanischen, wo muot oder motta eine abgerundete Kuppe bezeichnet.
Der Muttler erfuhr am 29. Juni 1858 durch Johann Jakob Weilenmann seine touristische Erstbesteigung. 1884 wurde am Gipfel ein trigonometrischer Punkt 1. Ordnung errichtet. Von 1972 bis 2011 befand sich am Westgrat nahe dem Gipfel eine Sendeanlage, die das Samnaun mit Fernsehsignalen versorgte.
Die Sendeanlage wurde im Jahre 2011 ab- und rückgebaut. Als einziges Relikt ist die Helilandeplattform erhalten geblieben, die für Notfälle stehen gelassen wurde.